# Molgula satyrus
Molgula satyrus är en sjöpungsart som beskrevs av Monniot 1993. Molgula satyrus ingår i släktet Molgula och familjen kulsjöpungar. Inga underarter finns listade i Catalogue of Life.